# Air Mekong
Air Mekong war eine vietnamesische Billigfluggesellschaft mit Sitz in Ho-Chi-Minh-Stadt.

## Geschichte
Air Mekong wurde durch einen Beschluss der vietnamesischen Regierung im Jahre 2009 gegründet. Wegen der Zahlungsunfähigkeit gegenüber von Kerosin-Lieferanten musste Air Mekong zum 1. März 2013 den Flugbetrieb einstellen. 

## Flugziele
Air Mekong konzentrierte sich auf bedeutende nationale Strecken von ihrer Basis, dem Flughafen Tan Son Nhat in Ho-Chi-Minh-Stadt. Ihre Flugrouten umfassen die Städte Hanoi, Vinh, Plei Cu, Buôn Ma Thuột, Quy Nhơn und Đà Lạt, sowie die Inseln Phú Quốc und Côn Đảo.

## Flotte
Zuletzt betrieb Air Mekong eine Flotte von vier Bombardier CRJ900. Die ganze Flotte wird von SkyWest Airlines übernommen.